# Stictoptera talagi
Stictoptera talagi là một loài bướm đêm trong họ Noctuidae.